# Jo De Clercq
Johan H. J. (Jo) De Clercq (Petegem-aan-de-Leie, 16 februari 1947), beter bekend als Jo met de Banjo, is een Belgisch zanger, componist en politicus voor Vooruit.

## Levensloop
Hij studeerde in 1970 af als germanist aan de Katholieke Universiteit Leuven. Tijdens zijn studentenperiode was hij lid van de studentenvakbond SVB.
Jo De Clercq begon in 1969 bij Radio 2 als dj. Hij was een tijdlang de drijvende kracht achter de Leuvense stadsradio VRL. Op televisie verscheen hij als publieksopwarmer bij Tien om te zien en in televerkoopprogramma's zoals De Shoplijn, en hij werkte als publieksopwarmer bij het Vlaamse televisieprogramma Blokken.
Daarnaast was hij tot 2017 voor sp.a schepen van Cultuur in Herent en zetelt hij in de provincieraad van Vlaams-Brabant. Bij de lokale verkiezingen van 2012 was hij sp.a-lijsttrekker in Herent en ambieerde hij openlijk de burgemeesterpost. Hij behaalde 962 voorkeurstemmen, maar moest in de race om de populairste Herentse politicus Marleen Schouteden van N-VA laten voorgaan die 1.048 voorkeurstemmen kreeg. In maart 2017 stapte hij uit de gemeenteraad. Hij werd voorzitter van de lokale sp.a-afdeling om die voor te bereiden op de gemeenteraadsverkiezingen van 2018. Luk Draye volgde hem op als schepen, Griet Lissens nam zijn plaats in de gemeenteraad over.
Als "Dennis Peirs" is hij auteur en co-auteur van tal van Vlaamse liedjes, onder meer voor Laura Lynn, Sam Gooris en Willy Sommers. De bekendste nummers van zijn hand zijn Marijke van Sam Gooris, Hoop doet leven van Will Tura en Als een leeuw in een kooi van Willy Sommers.

## Discografie[10]

### Als muzikant
- Oh Moeder (Philips, 1978)[11]

### Als componist / auteur
- Singles
  - Jimmy Frey - 40 jaar (Philips, 1984)
  - John Massis - Zet er je tanden in (Philips, 1987)
  - Sam Gooris - Marijke (JRP, 1991)
  - The Championettes - Elke Keer opnieuw (Alora, 1995)
  - K3 - Wat ik wil (Ariola Express, 1998)
  - Laura Lynn - Je hebt me 1000 maal belogen (ARS Entertainment, 2005)
  - Laura Lynn - Arrivederci Hans (ARS Entertainment, 2006)
  - Wendy Van Wanten - Jij bent mijn leven (2011)
  - Sha-Na - Ladies Night (ARS Entertainment, 2011)
  - Christoff - Sweet Caroline (ARS Entertainment, 2011)
- Albums
  - Sam Gooris - Kom terug (JRP, 1994)
  - Wendy Van Wanten - Blijf nog 1 nacht (JRP, 1995)

Huidig (anno 2022):
Luc Appermont · Cara Cobbaert · Anja Daems · Sandra Deakin · Karolien Debecker · Kim Debrie · Peter De Groot · Lars De Groote · Guy De Pré · Chris Dusauchoit · Dirk Ghijs · Peter Hermans · Wouter Landuyt · Filip Ledaine · Daan Masset · Caren Meynen · Sven Pichal · Marc Pinte · Harald Scheerlinck · Siska Schoeters · Benjamien Schollaert · Showbizz Bart · Sharon Slegers · Jo Van Damme · Niels Vandeloo · Sonny Vanderheyden · Cathérine Vandoorne · Christel Van Dyck · Ruben Van Gucht · Iris Van Hoof · Vanessa Vanhove · Britt Van Marsenille · David Van Ooteghem · Peter Verhulst · Dirk Vlaeyen · Pascal Vranckx · Albrecht Wauters
Voormalig:
Luk Alloo · Johan Anthierens · Nand Baert · Erik Baeyens · Wim Bary · Jos Baudewijn · Flor Berckenbosch · Marcel Beerten · Wilfried Bertels · Marc Brillouet · Els Broeckmans · Fred Brouwers · Edwin Brys · Ro Burms · Walter Capiau · Annemie Coppieters · Harry Creemers · Karel Daerden · Christoff · Conny De Boos · Hein Decaluwé · Jessie De Caluwe · Jo met de Banjo · Gust De Coster · Martin De Jonghe · Paula De Meulder · Els De Vuyst · Frank Dingenen · Michel Follet · Jacky Geerts · Jos Ghysen · Margriet Hermans · Irene Houben · Michel Ilsen · Rita Jaenen · Chris Jonckers · Tante Kaat · Luk de Laat · Jo Leemans · Leki · Kathy Lindekens · Kris Luyten · Micha Marah · Betty Mellaerts · Kaat Mendonck · Freek Neirynck · Line Ooms · Sven Ornelis · Katrien Palmers · Gerard Pollet · Julien Put · Hugo Raspoet · Niko Reynaert · Luk Saffloer · Karel Segers · Lennart Segers · Lutgart Simoens · Rudi Sinia · Dirk Somers · Dré Steemans · Jan Theys · Gene Thomas · Wiet Van Broeckhoven · Marc Van den Hoof · Dieter Vandepitte · Karin Van den Berghe · Thomas Van der Spiegel · Kurt Van Eeghem · Wim Van Gansbeke · Els Van Herzeele · Ilse Van Hoecke · Bert Van Molle · Jan Van Rompaey · Paula Van Wilder · Louis Verbeeck · Karel Vereertbruggen · Herwig Verhovert · Luc Verschueren · Johan Verstreken · Tom Vossen · Eddy Wally · Niels William · Edwin Ysebaert · Zaki